# Superpuchar Europy FIBA kobiet
Superpuchar Europy FIBA – międzynarodowe, żeńskie, klubowe rozgrywki koszykarskie z udziałem mistrza Euroligi oraz Eurocup rozgrywany corocznie na początku sezonu od 2009 roku. W 2015 roku wprowadzono format final four z udziałem czterech drużyn, finalistów Euroligi oraz Eurocup.

## Rezultaty

### Format jednego spotkania
|  | Zwycięzca Superpucharu |

| Rok  | Gospodarz     | Mistrz Euroligi     | Mistrz EuroCup | Wynik         | MVP                     |
| ---- | ------------- | ------------------- | -------------- | ------------- | ----------------------- |
| 2009 | Widnoje       | Spartak Moskwa      | Galatasaray    | 92–59         | Iłona Korstin (Spartak) |
| 2010 | Amarusio      | Spartak Moskwa      | Athinaikos     | 70–61         | Noelle Quinn (Spartak)  |
| 2011 | Salamanca     | Perfumerías Avenida | Elitzur Ramla  | 95–72         |                         |
| 2012 | Nie rozegrano | Nie rozegrano       | Nie rozegrano  | Nie rozegrano |                         |
| 2013 | Jekaterynburg | UMMC Jekaterynburg  | Dinamo Moskwa  | 72–63         | Deanna Nolan (UMMC)     |
| 2014 | Nie rozegrano | Nie rozegrano       | Nie rozegrano  | Nie rozegrano |                         |

### Format Final Four
| Rok  | Gospodarz         | Zwycięzca          | Wynik | Wicemistrz            | 3. miejsce                | Wynik                     | 4. miejsce                | MVP                       |
| ---- | ----------------- | ------------------ | ----- | --------------------- | ------------------------- | ------------------------- | ------------------------- | ------------------------- |
| 2015 | Braine-l’Alleud   | ZVVZ USK Praga     | 93—91 | UMMC Jekaterynburg    | Castors Braine            | 71—67                     | ESB Villeneuve-d'Ascq     | Kateřina Elhotová (ZVVZ)  |
| 2016 | Villeneuve-d'Ascq | UMMC Jekaterynburg | 66—63 | ESB Villeneuve-d'Ascq | Rozegrane jedno spotkanie | Rozegrane jedno spotkanie | Rozegrane jedno spotkanie | Rozegrane jedno spotkanie |

## Występy według klubu
| Klub                  | Zwycięstwa | Wicemistrzostwa | Zwycięskie lata | Wicemistrzowskie lata |
| --------------------- | ---------- | --------------- | --------------- | --------------------- |
| UMMC Jekaterynburg    | 2          | 1               | 2013, 2016      | 2015                  |
| Spartak Moskwa        | 2          | –               | 2009, 2010      | –                     |
| Perfumerías Avenida   | 1          | –               | 2011            | –                     |
| ZVVZ USK Praga        | 1          | –               | 2015            | –                     |
| Galatasaray           | –          | 1               | –               | 2009                  |
| Athinaikos            | –          | 1               | –               | 2010                  |
| Elitzur Ramla         | –          | 1               | –               | 2011                  |
| Dinamo Moskwa         | –          | 1               | –               | 2013                  |
| ESB Villeneuve-d'Ascq | –          | 1               | –               | 2016                  |